# Joncourt
Joncourt es una comuna francesa situada en el departamento de Aisne, de la región de Alta Francia.

## Geografía
Está ubicada a 12 km al norte de San Quintín.

## Demografía
| 313 | 278 | 250 | 259 | 302 | 332 | 322 | 306 |
| Para los censos de 1962 a 1999 la población legal corresponde a la población sin duplicidades (Fuente: INSEE [Consultar]) |     |     |     |     |     |     |     |